# Saadia Gacem
Saadia Gacem néé à Bordj Bou Arreridj est une réalisatrice et une activiste féministe algérienne. Elle vit à Alger.

## Biographie
En 2017, Saadia Gacem joue le rôle de Nadjla dans le film En attendant les hirondelles de Karim Moussaoui.
En 2019, Saadia Gacem fait partie des militantes qui se retrouvent dans le carré féministe, revendiquant ainsi leur participation active au hirak. Elle témoigne de son expérience dans la revue Mouvement, entre le mouvement à Alger et Bordj Bou Arreridj, cité industrielle en pleine expansion où vit sa famille.
La même année, elle réalise le film FelFel Lahmer (Piment rouge). Elle s'interroge sur les deux codes auxquels elle est soumise :  le Code de la famille algérien et le Code de sa propre famille.
En mars 2019, Awel Haouati fonde les archives des luttes des femmes en Algérie.  Saadia Gacem et Lydia Saïdi, la rejoignent. Ce projet indépendant a pour objectif de numériser et de rendre accessible des documents écrits, visuels, imprimés et photographiques produits par des femmes activistes et des associations dirigées par des femmes, en Algérie. Les documents sont numérisés dans leur intégrité sans intervention ni censure. L'objectif est de donner accès à la production intellectuelle, politique et militante depuis 1962. Il s'agit d'un projet historiographique et documentaire.
En 2021, elle présente le fanzine Le temps des luttes. À partir de documents d'archives, Le temps des luttes présente quatre évènements qui marquent l'histoire du féminisme et les luttes des femmes, en Algérie. Il s'agit de la première rencontre nationale des femmes de 1989, la grande marche des femmes du 8 mars 1990, la rencontre nationale des féministes de 2019 et la marche des femmes du 8 mars 2020.
En mai 2022, Saadia Gacem et Maya Ouabadi,  lancent La Place, une revue féministe algérienne dont le contenu est produit uniquement par des femmes. La revue est soutenue par la fondation Friedrich Ebert.

## Réalisations
- FelFel Lahmer (Piment rouge), 30 min, 2019